# Южноафриканские звёздчатые черепахи
 Южноафриканские звёздчатые черепахи (лат. Psammobates) — род сухопутных черепах.
В роде три редких вида, населяющих южные районы Африки.
Все они занесены в Красную книгу МСОП.

## Виды
- Psammobates geometricus (Linnaeus, 1758) — Геометрическая черепаха
- Psammobates oculifer (Kuhl, 1820) — Глазчатая черепаха [syn.  Psammobates oculiferus (Kuhl, 1820)]
- Psammobates tentorius (Bell, 1828) — Шишковатая черепаха

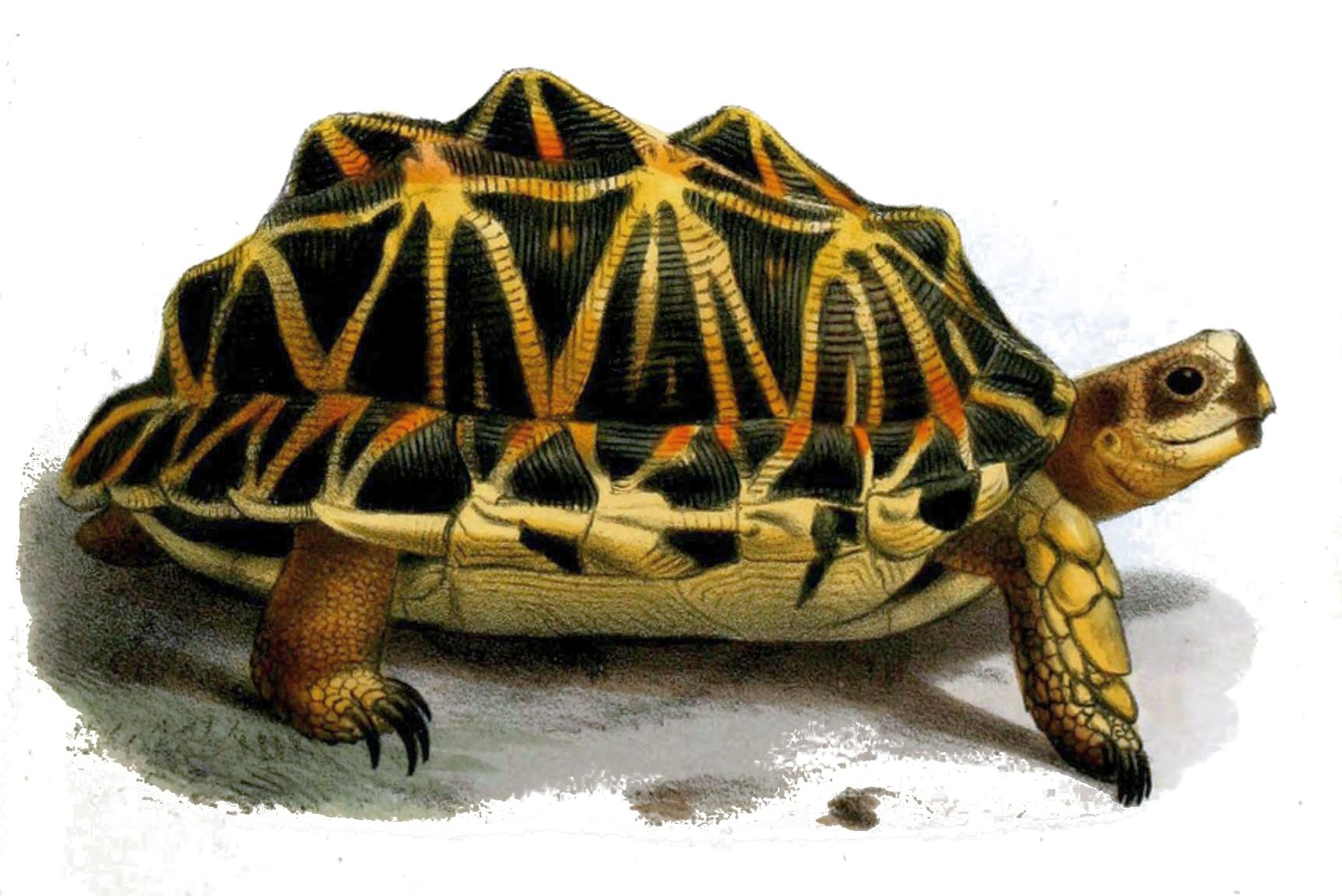
Шишковатая черепаха
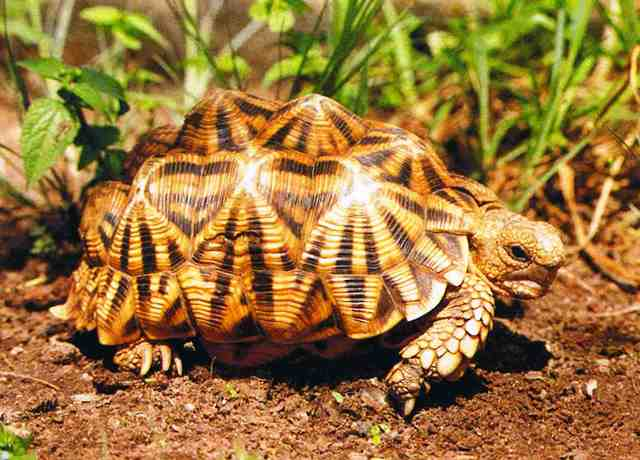
Глазчатая черепаха